# フョードル・ロストプチン

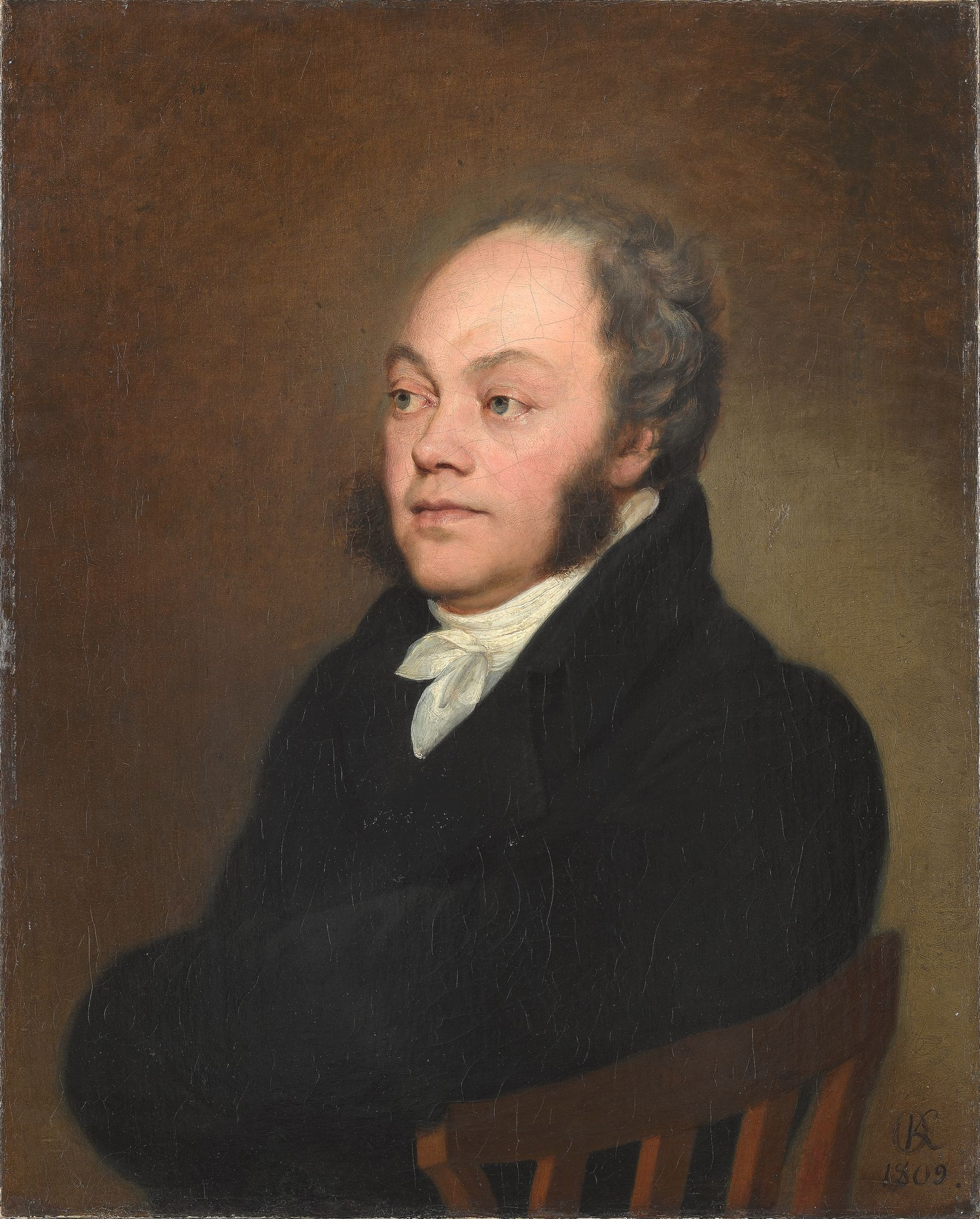
オレスト・キプレンスキーによる肖像画、1809年。

フョードル・ヴァシーリエヴィチ・ロストプチン（ロシア語: Фёдор Васильевич Ростопчин, ラテン文字転写: Fyodor Vasilyevich Rostopchin、1763年3月23日（ユリウス暦3月12日） – 1826年1月30日（ユリウス暦1月18日））は、ロシア帝国の政治家、軍人。1812年ロシア戦役の時期にモスクワ総督を務めたことで知られる。ウィーン会議に出席した直後に失脚した。

## 生涯

### 青年期
1763年3月23日、オリョール州の小貴族の家に生まれた。ドイツ、フランス、イギリスを遊学した後、ロシア帝国陸軍に入り、アレクサンドル・スヴォーロフの部下として1787年から1792年までの露土戦争に参戦した。

### パーヴェル1世の治世
1792年より宮廷勤務になったが、皇太子パーヴェルを擁護したことで一時左遷された。1796年に皇太子がパーヴェル1世として即位すると、広大な領地を与えられ、1799年には外務参議会長官（外務大臣にあたる）に任命された。このときの国際情勢では第二次対仏大同盟が結成され、ロシアも同盟に加入していた。ロストプチンは対仏関係では主戦派だったが、1800年になると内政への専念を求めて戦争終結を模索、1800年10月12日にオスマン帝国の領土分割を提唱する覚書を出して露仏同盟を提案した。しかしロストプチン自身は同盟に反対しており、さらに1801年にパーヴェル1世が暗殺され、アレクサンドル1世を即位すると、一旦失脚して政府を離れた。

### アレクサンドル1世の治世
アレクサンドル1世の治世初期ではモスクワ近郊のヴォロノヴォに住み、1807年に反仏パンフレット『シーラ・ボガトゥイリョフ』を書き上げて名声を得た。ロシアにおける反仏派が勢いづいた1812年5月末にモスクワ総督に任命された。
モスクワ総督に就任したロストプチンは「ロストプチンのビラ」と呼ばれる民衆向けビラを執筆して、モスクワ住民の愛国心を高揚させた。9月2日にはモスクワ大火が発生した。ロストプチンとモスクワ大火の関係は議論が絶えず、ロストプチン自身は1823年の『モスクワ大火の真実』（La Vérité sur l’incendie de Moscou、ロシア語でも出版）で自身の指令であることを否定し、ナポレオン・ボナパルトを主犯としつつ、民衆の一部が自発的に火を放ったと主張した。『ブリタニカ百科事典第11版』（1911年）では「監獄の囚人を解放して、大火を止めようとしなかった」と指摘する程度だったが、21世紀初にはロストプチンが予めモスクワに火を放つ計画を立てており、その指令が少なくとも火事の一部の原因になっていることが通説である。フランス軍が撤退した後、ロストプチンは10月にビラを出して略奪の停止を呼びかけ、1813年5月に民衆英雄50人へメダルを授与した。
1814年から1815年にかけてのウィーン会議にはアレクサンドル1世とともに出席したが、直後に失脚した。1825年に帰国、1826年2月12日にモスクワで死去した。

## 大衆文化におけるロストプチン
レフ・トルストイの『戦争と平和』における登場人物の1人である。

## 関連研究
- 英雄の条件-近現代ヨーロッパにおける軍事英雄観の展開 KAKEN

## 関連図書
- Wood, James, ed. (1907). "Rostopchine, Count" . The Nuttall Encyclopædia (英語). London and New York: Frederick Warne.